# Ryssnäs, Västergötland
Ryssnäs var en by i Torpa socken, Vedens härad, i dåvarande Älvsborgs län.
I Ryssnäs, som var beläget strax sydväst om Borås, fanns en såg och en kvarn. År 1920 inkorporerades Torpa socken i Borås stad och på 1970-talet försvann byn efter att Borås kommun beslutat att anlägga Viareds industriområde där.